# Danses azerbaïdjanaises

Danse de "Naz élémé"

Les danses azerbaïdjanaises (en azéri, Azərbaycan Rəqsləri) regroupent l'ensemble des danses traditionnelles pratiquées par les peuples azerbaïdjanais et les azerbaïdjanais d’Iran. La danse nationale de l'Azerbaïdjan montre les caractéristiques de la nation azerbaïdjanaise. Ces danses se distinguent des autres danses par sa rapidité. Les vêtements nationaux de l'Azerbaïdjan sont bien conservés dans les danses nationales.

## Histoire
Le processus d’apparition et de formation de la danse nationale sur le territoire de l’Azerbaïdjan a été long et laïc. Les danses nationales de l'Azerbaïdjan ont une histoire très ancienne. Il est démontré par des peintures rupestres de danses dans le parc national de Goboustan. Les premières danses avaient un caractère de rituel. En Azerbaïdjan, différents types de danses ont commencé à se former et, grâce au peuple azerbaïdjanais, ont été préservés jusqu'à maintenant. Les types de danse suivants sont différenciés: héroïque, rituel, cérémonial, etc. En raison du caractère et du rythme, les danses nationales sont divisées en deux parties très fluides, fluides et vivantes. Le premier groupe de danseurs professionnels a été créé en Azerbaïdjan en 1938. Cet orchestre jouait d'un répertoire étendu, composé de danses anciennes moderne Parmi les artistes principaux, on peut citer les artistes de la République socialiste soviétique d'Azerbaïdjan, Amina Dilbazi et Rosa Djalilova, Alibaba Abdoullayev; l'artiste mérité de la république Tutu Hamidova, Aliya Ramazanova, etc. En 1959, le groupe de danse pour filles "Tchinar" (en azéri Çinar ) est créé en Azerbaïdjan sous la direction de Amina Dilbazi. Peu après, il est devenu un groupe professionnel.

## Exemples de danses en Azerbaïdjan
- Abayi (en azerbaïdjanais: Abayı) est une danse azerbaïdjanaise originaire des régions de Chéki et de Zagatala en Azerbaïdjan. Le sujet de la danse est un moyen âge. Dans cette région, les personnes d'âge moyen sont appelées "Abayi" et ce type de danse est généralement exécuté par des hommes ou des femmes d'âge moyen. Les créateurs de la mélodie de cette danse sont les compositeurs de Chéki. C'est un peu exagéré et drôle, avec un tempo de danse lent. Auparavant, ce genre de danse était pratiqué en groupe, mais a ensuite été transformé en danse individuelle.
- Aghir Garadaghi (en azerbaïdjanais: Ağır Qaradağı - qui signifie lourd Garadaghi) est une mélodie azerbaïdjanaise d'une danse créée au Garadagh. Il est très populaire à Chéki et à Zagatala en Azerbaïdjan et se produit lentement.
- Altcha Gulu est une danse indo-azerbaïdjanaise créée entre 1910 et 1920 dans la région de Chéki par Ali Karimov qui vivait dans le village de Kalva. Il est interprété par des femmes et a un tempo de danse rapide.
- Anzali (en azerbaïdjanais: Ənzəli) est la mélodie d'une danse qui est presque créée dans les années 1880-1890 à Bakou. Il est effectué lentement et pour cette raison, il convient aux personnes âgées. La danse "Anzali" est une danse traditionnelle. Il est effectué à la première du mariage. À l'origine, les vieux jouent cette danse. Mais les jeunes en plus peuvent le jouer.
- Asma Kasma (en azerbaïdjanais: Asma Kəsmə - signifiant «coupure suspendue») est l'une des plus anciennes danses azerbaïdjanaises en mariage. Son nom vient de la musique nommée "Asma-Kasma" et ils utilisent cette musique lorsqu'ils escortent la mariée jusqu'à la maison des époux et que les femmes dansent à l'opposé de la mariée. Sa vitesse est lente et un peu exagérée et pleine de sauts.
- Asta Karabagi (en azerbaïdjanais: Asta Qarabağı - ce qui signifie Karabakhi lent) est une danse azerbaïdjanaise originaire du Karabakh. Son arrangement de mouvements est fixe et il a un tempo de danse lent.
- Avari (en azerbaïdjanais : Avarı) est nommé au peuple Avari qui vit en Azerbaïdjan. La danse "Avari" est très populaire en Azerbaïdjan. Elle se compose de trois parties. Au début, c'est lent, et petit à petit, ça va plus vite, et à la fin, ça change au rythme rapide de la musique de Lezginka.
- Ay bari bakh (en azerbaïdjanais : Ay bəri bax - c'est-à-dire « regarde-moi ») est l'une des plus anciennes danses exécutées uniquement par des femmes.
- Banovcha (en azerbaïdjanais : Bənövşə - signifiant fleur de viola en persan) est interprété avec ses sentiments, montrant comment la violette se développe à partir du sol, qu'elle fleurit et s'estompe.

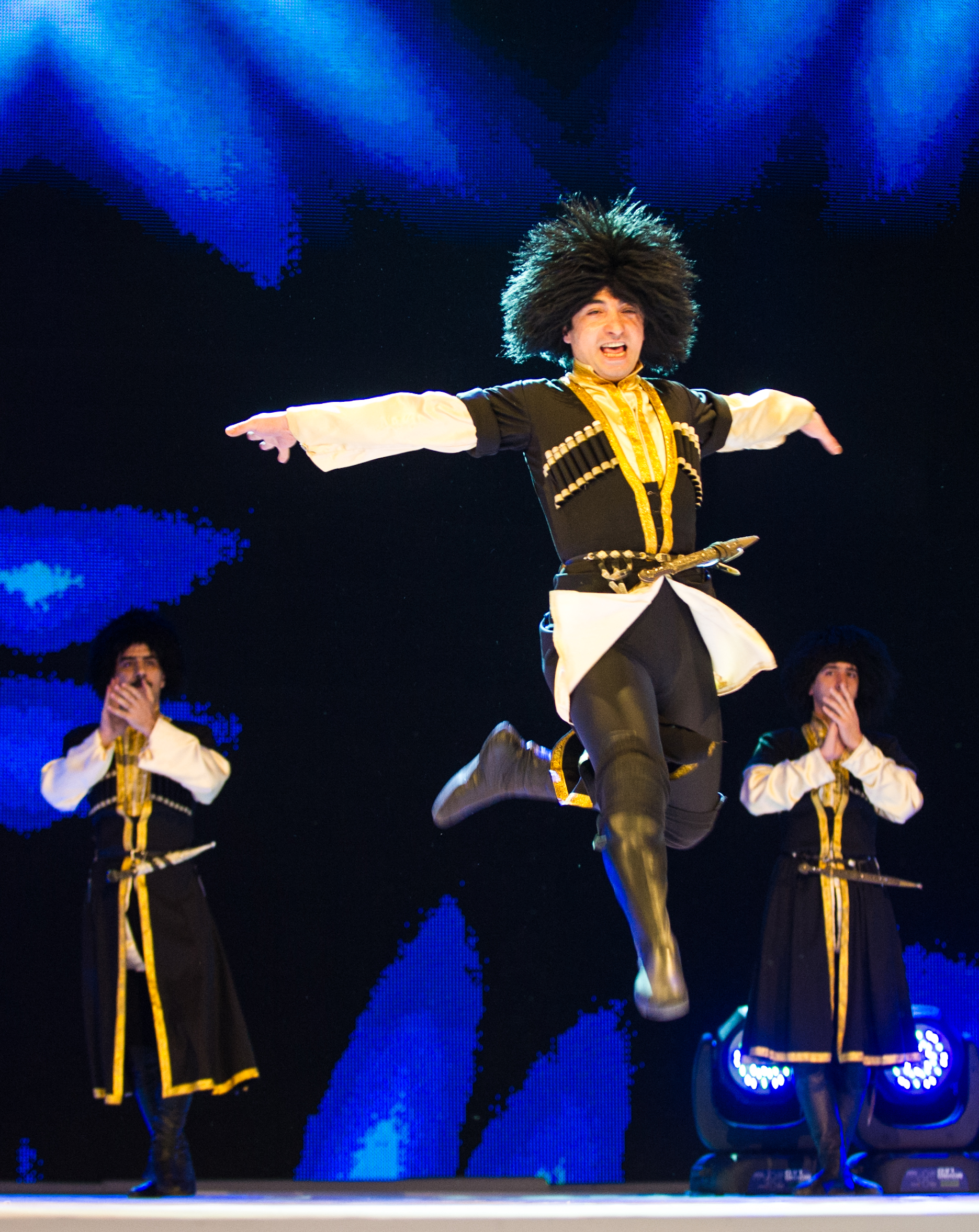
Djangui

- DjanguiBirilyant (en azerbaïdjanais: Birilyant - signifiant Brillante) est une danse azerbaïdjanaise qui a deux types différents. L'un d'entre eux est créé à Bakou dans les années 1920-1922. Son tempo musical est rapide. Celui-ci est exécuté par des hommes. Le second est réservé aux femmes. Sa musique est interprétée de manière élégante et mélodieuse. Sa vitesse est lente.
- Djeyrani ou Djeyran Bala (en azerbaïdjanais: ceyran - signifiant Gazelle, un prénom azéri donné aux filles) est une danse ancienne et délicate. Cette danse montre la grâce et l'élégance de la gazelle. Il est exécuté par des hommes et des femmes.
- Tchitchekler (signifiant fleurs en azéri) est une danse très élégante. À l'origine, cette danse est exécutée par des femmes sous deux formes différentes: lente et rapide. Il a été créé en 1910. Le groupe de filles se rassemble et collectionne des fleurs. Ils aimeraient montrer et montrer au public à quoi ressemblent de jolies fleurs. Les fleurs sont associées à la beauté des filles dans les costumes colorés. Ils forment des cercles et des triangles pendant la danse. Les mouvements sophistiqués des mains et les effets créent une atmosphère très joyeuse. La musique est dynamique et énergique[6].

- Tchoban régsi (en français : "Danse du berger") est dansé uniquement par des interprètes masculins. Le costume est typique des zones rurales et des bergers. La musique est dynamique et énergique. Cette danse symbolise l'esprit gai du berger qui conduit son troupeau dans la vallée.

- Innabi (en azerbaïdjanais: İnnabı - nom d’un fruit) est une danse de fille exécutée par une ou deux filles. Les danseurs montrent les airs et les grâces d'une femme, ainsi que la coquetterie[7].
- Djangui (en azerbaïdjanais: Cəngi - signification liée à la guerre (du persan: Dgang جنگ,  "Guerre")) (musique martiale) appelle tous les peuples à l'unité, à l'amitié et à l'invincibilité.
- Halay (en azerbaïdjanais: Yallı) diffuse l'unanimité, l'unité et la collectivité. C'est une danse très ancienne et très coutumière en Azerbaïdjan. Aux débuts, il était présenté sous forme de célébration traditionnelle du feu, source de chaleur, de lumière et d'aliments chauds. Dans cette fête traditionnelle, les danseurs vénèrent le feu comme une déesse. Yalli commence à une vitesse lente et termine en mode rapide avec des pas rapides sous forme de course à pied. Il y a beaucoup de genres de Yalli en Azerbaïdjan. Cette danse est exécutée par un groupe de personnes et dans les temps anciens, quiconque ne dansait pas correctement était condamné à une amende par le chef qui le faisait chanter une chanson ou danser une autre danse[8].
- Lezghinka (en azerbaïdjanais: Ləzginka) est une danse nationale de lezghiens très populaire dans les montagnes du Caucase. Il tire ses noms du peuple lezghien; Les Azerbaïdjanais ont leurs propres versions.
- Mirzayi (en azerbaïdjanais: Mirzəyi) est traditionnellement joué lors de mariages et est joué par des hommes et des femmes tenant un mouchoir à la main[8].
- Nalbeki (en azerbaïdjanais: Nəlbəki - ce qui signifie "soucoupe") est une danse exécutée uniquement par des femmes. Pendant la danse, des soucoupes sont utilisées.
- Utch numra, deurd numra, bech numra, alti numra (en azerbaïdjanais: 3 nümrə, 4 nümrə, 5 nümrə, 6 nümrə, - signifiant n ° 3, n ° 4, n ° 5, n ° 6) sont tous des mélodies de danse composées en la seconde moitié des années 1920 à Bakou, capitale de l’Azerbaïdjan. Ces danses, en particulier No.5 et No.6, sont toujours célèbres. Les danses n ° 3 et n ° 5, aux tempos lents et aux mélodies douloureuses, sont exécutées par des femmes. Danse n ° 4 et n ° 6 ont un tempo légèrement plus rapide et sont exécutés par les femmes et les hommes.
- Terekeme (en azerbaïdjanais: Tərəkəmə) est une danse d'un membre d'une tribu. Ceux qui dansent tendent les bras et avancent la tête haute. Cette danse est remplie de sentiments de liberté et d'expansion. Les hommes et les femmes l'exécutent.
- Vagzali (en azerbaïdjanais: Vağzalı) est joué lorsque la mariée est vue de sa maison familiale à la maison du marié et que son départ se reflète dans cette danse.
- Zorkhana (en persan: Zurkhaneh, "Maison de la force") est une danse pour les hommes qui symbolise de manière éclatante le courage, la bravoure et l'enthousiasme juvénile[8].
- Gaïtagi- (azerbaïdjanais: Qaytağı) est une danse nationale de l'Azerbaïdjan. Les interprètes se caractérisent par un rythme rapide et l'expression de la bravoure, de la force et du tempérament. C'est une danse très rapide et dynamique.
- Heyvagulu (en azerbaïdjanais: Heyvagülü) est chorégraphié sous le Seygah mugham.
- Uzundéré («un long calibre») est une performance de danse longue. Uzundéré est traditionnellement utilisé lorsque les futurs époux sont sur la route.
- Turadji - (en azerbaïdjanais: Turacı) se distingue par une mélodie lyrique et subtile. La danse Turadji est interprétée uniquement par des femmes[8].

## Galerie

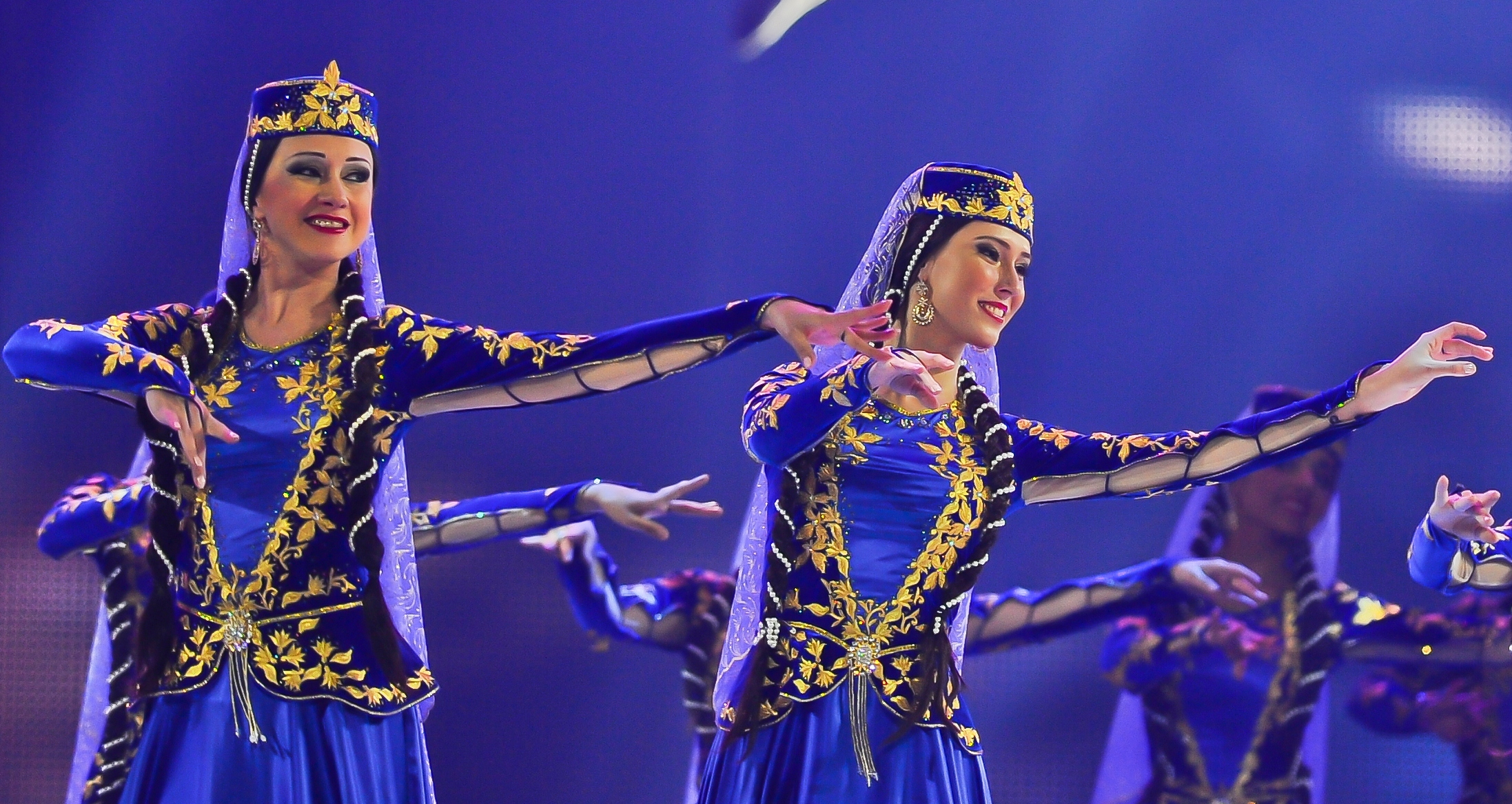
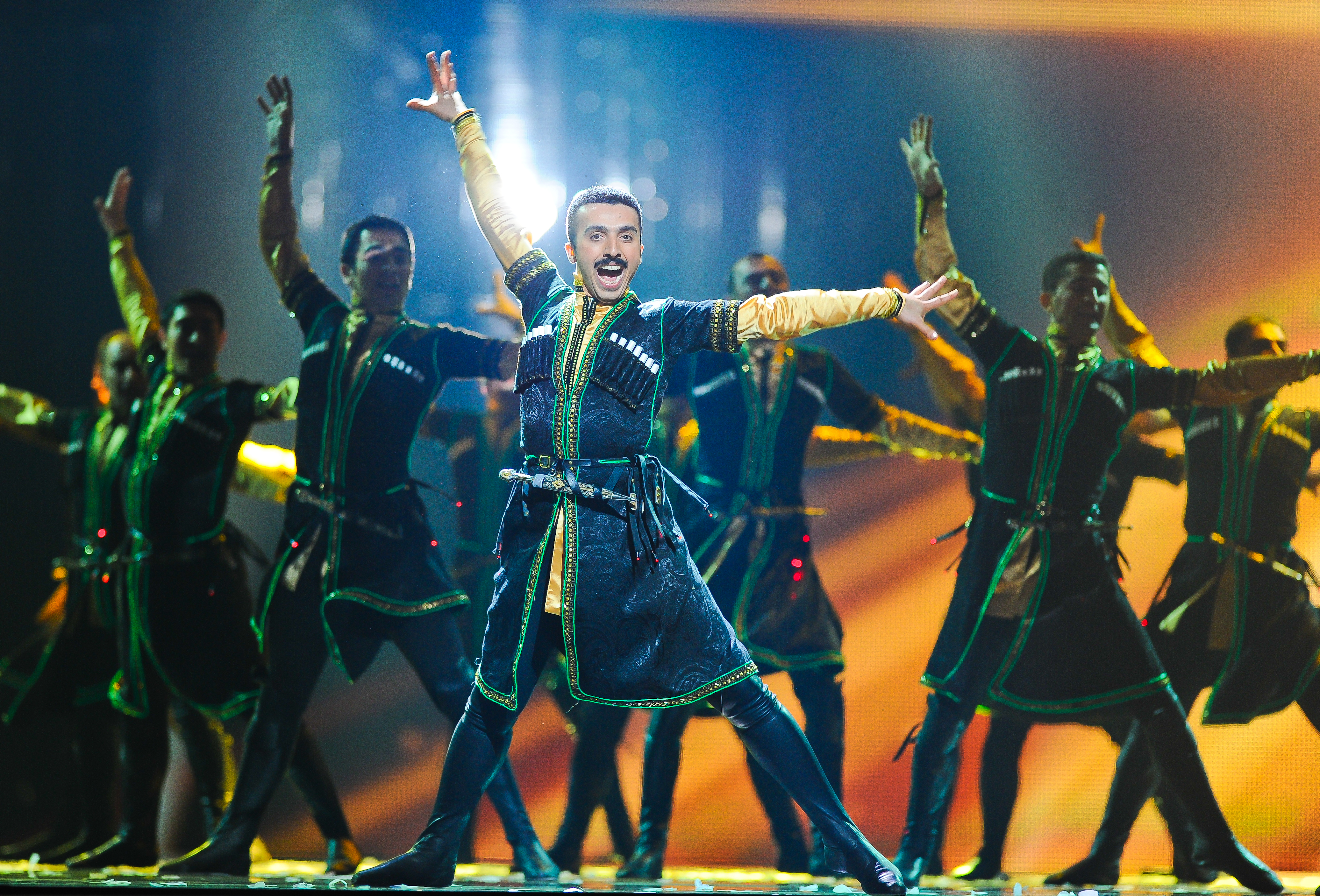
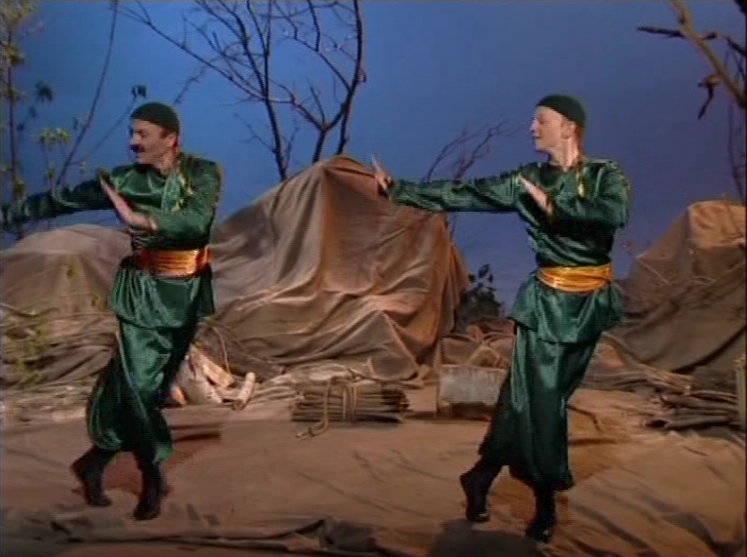
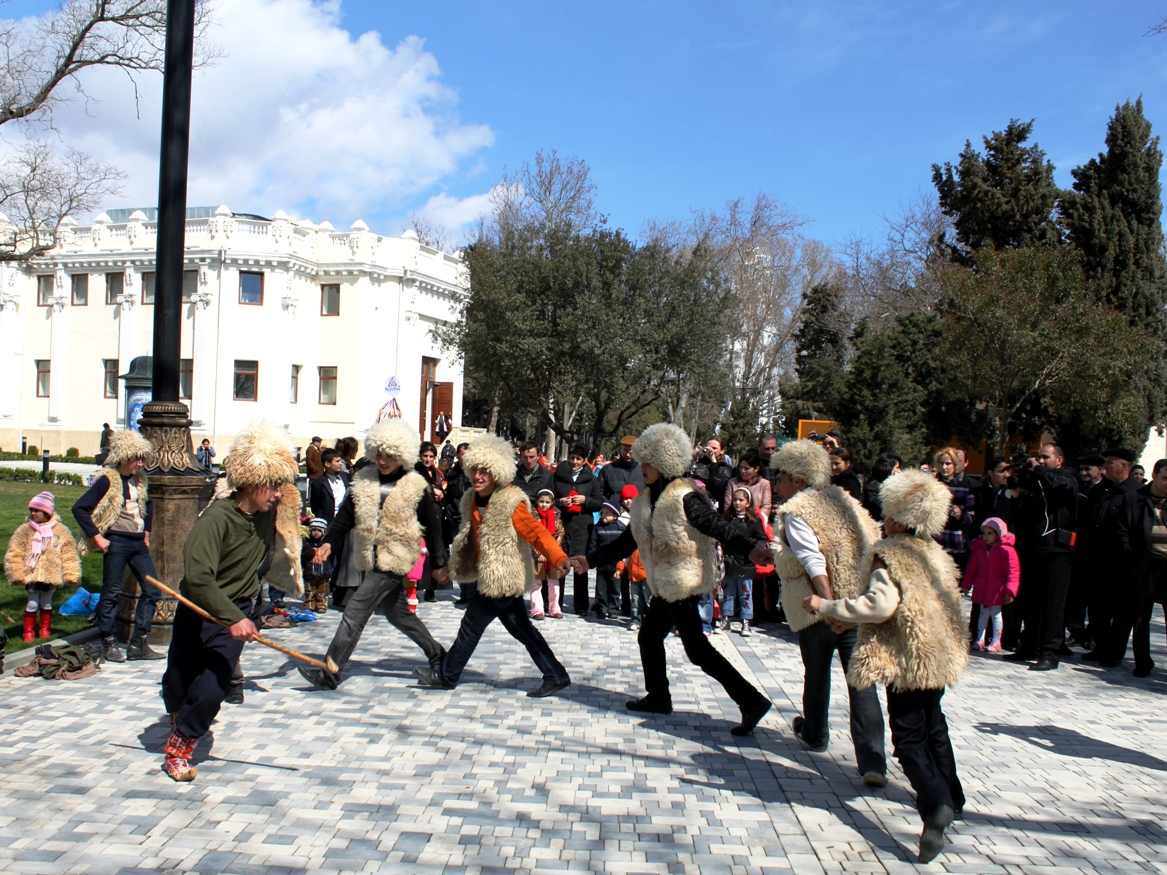
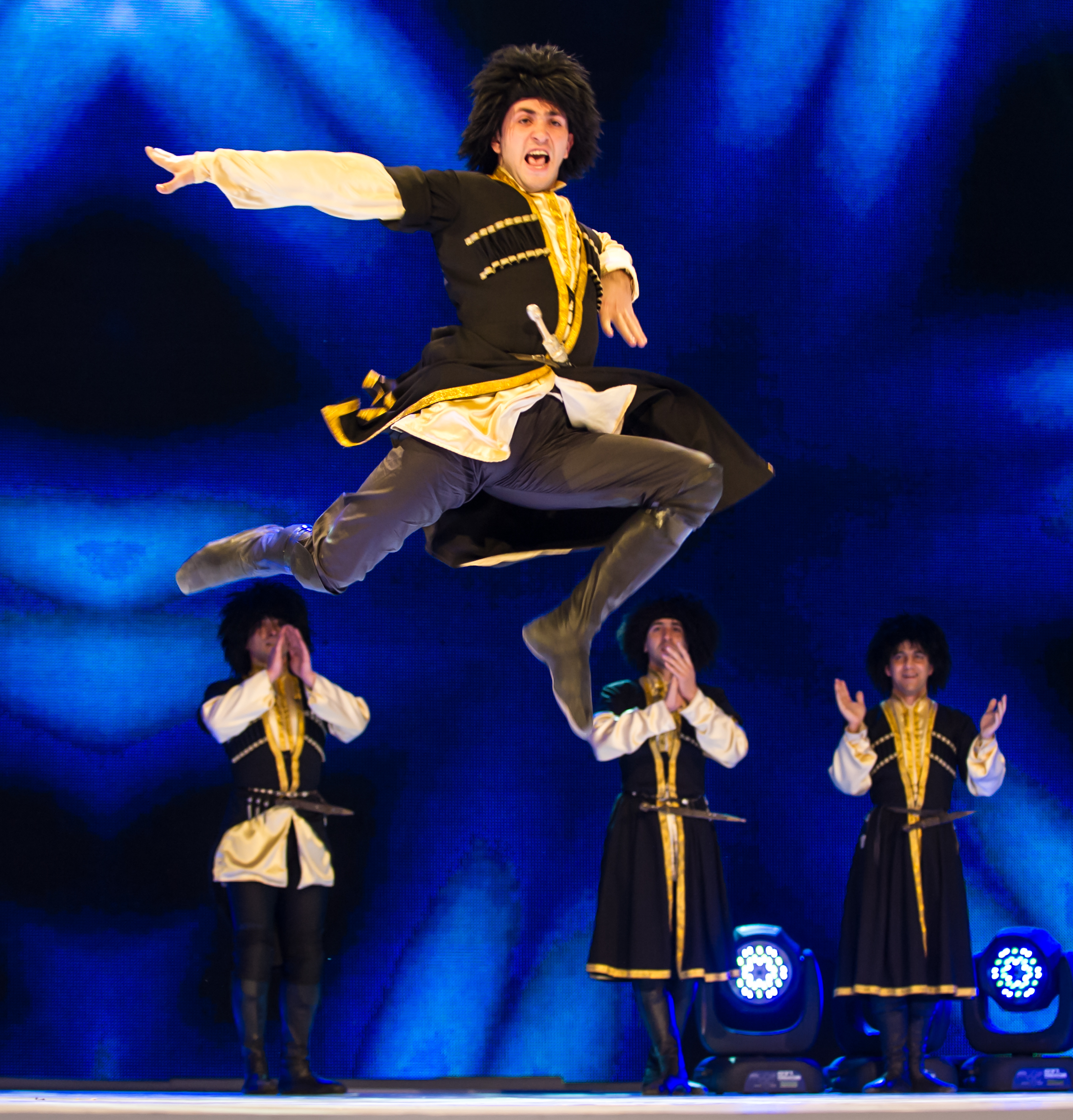
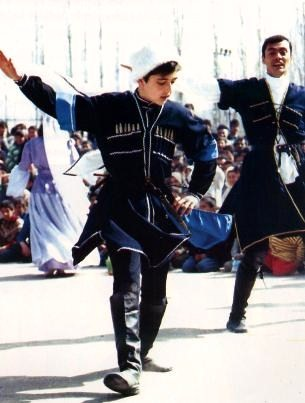
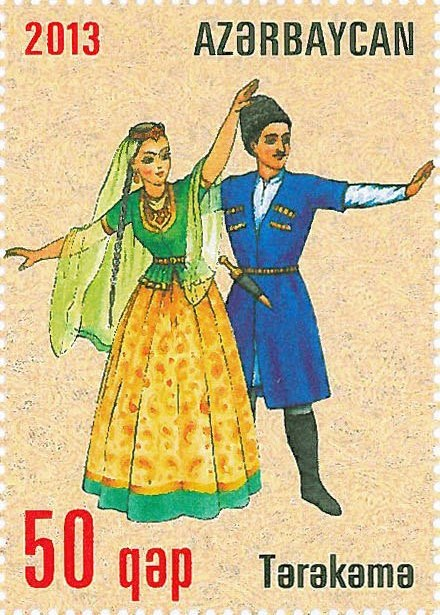